# Chonocephalus heymonsi
Chonocephalus heymonsi is een vliegensoort uit de familie van de bochelvliegen (Phoridae). De wetenschappelijke naam van de soort is voor het eerst geldig gepubliceerd in 1913 door Stobbe.